# Locate
locate是最早出现于1983年的Unix实用程序，用于在文件系统上搜索電腦檔案。它通过由updatedb或一个守护进程生成并压缩的预建数据库搜索文件。它的运行速度显著快于find，但需要对数据库进行定期更新。locate为了显著的运行速度（尤其在大型文件系统上）而牺牲了效率（即使没有用户需要时也会检索文件系统）以及结果的准确性（数据库不会实时更新）。